# Rarisquamosa
Rarisquamosa é um gênero de mariposa pertencente à família Bombycidae.